# Oberreichenbach (Birstein)
Oberreichenbach ist ein Ortsteil der Gemeinde Birstein am nordöstlichen Rande des hessischen Main-Kinzig-Kreises.

## Geographie

### Geographische Lage
Die Ortschaft liegt am südlichen Fuße des Vogelsbergs, auf einem wellenförmigen Plateau in einer Vertiefung in der Richtung von NO nach SW. Der Reichenbach entspringt oberhalb des Ortes und durchfließt ihn in südwestlicher Richtung und mündet bei Brachttal in die Bracht. Die Höhenlage in der Gemarkung schwankt von 315 bis 460 m über NN, wobei der Große Hohberg mit seinen 460 m über NN die höchste Erhebung ist. Von ihm hat man bei klarem Wetter eine überragende Fernsicht in alle Himmelsrichtungen.

### Geologie
Die vorherrschenden Böden sind Verwitterungs-, Trümmer- und Gesteinsböden. Die am meisten vorkommende Bodenart ist der Lehm.

### Namensherkunft und Bachlauf
Der Reichenbach, sein Name – in ältester Zeit Richenbach – weist von altersher auf den Reichtum ungezählter Quellen hin, die in seinem Gebiet entspringen.
Der vom Südhang des Hohbergs herabkommende, durch Ober-, Unterreichenbach und Birstein fließende und mit der Bracht dann in die Kinzig mündende Reichenbach (Richenbach) ist nicht wasserreich und hat seinen Namen auch nicht von mhd. rihe = Wasserrinne, Rinnsal.
Wie bei den meisten Orts-, Bach- und Flurnamen mit „reich“ handelt es sich um ein prosthetisches Weideflurwort von ahd. ezzisc, esch, eich, iesch = Weideplantz. Aus „d´r eichenbach“ wurde also Reichenbach, was also Weidenbach bedeutet.

### Nachbarorte
|           | Wettges                                     | Radmühl, Gemeinde Freiensteinau |
| Fischborn | Kompassrose, die auf Nachbargemeinden zeigt | Rabenstein, Gemeinde Steinau    |
|           | Unterreichenbach                            |                                 |

## Geschichte

### Ortsgeschichte
Die älteste bekannte Erwähnung von Oberreichenbach erfolgte am 13. März 1372 als „Obern Richenbach“, durch Gottfried Zippur, bei seinem Verzicht auf das Amt zu Birsenstein (Birstein) und Richenbach (Oberreichenbach), als Heinrich und Johann von Isenburg ihn aus der Gefangenschaft entlassen.
Nach dem Dreißigjährigen Krieg war das Dorf fast menschenleer. Zwölf Häuser bildeten alten Überlieferungen zufolge die Gemeinde Oberreichenbach. Es dauerte fast 100 Jahre, bis sich die Häuser- und Einwohnerzahl so vergrößert hatte, wie es vor dem Dreißigjährigen Krieg war. 1859 gab es wieder 263 Einwohner in 55 Familien und 43 Wohnhäusern. Der Haupterwerb zu dieser Zeit war die Landwirtschaft, die vom Großteil der Einwohner betrieben wurde. Heute gibt es noch vier landwirtschaftliche Vollerwerbsbetriebe im Ort, auf diese teilt sich ein Großteil der landwirtschaftlichen Fläche auf.
Das Dorf kam 1816 nach dem Wiener Kongress vom Fürstentum Isenburg-Birstein zum Kurfürstentum Hessen und mit der preußischen Annexion Kurhessens 1866 an Preußen.
Im Zuge der Gebietsreform in Hessen wurde die bis dahin selbstständige Gemeinde Oberreichenbach zum 1. März 1971 auf freiwilliger Basis in die Gemeinde Birstein eingemeindet. Für Oberreichenbach, wie für alle eingegliederten ehemals eigenständigen Gemeinden von Birstein, wurde ein Ortsbezirk gebildet.
Von 1992 bis 2002 war Oberreichenbach im Dorferneuerungsprogramm. Während dieser Zeit wurde das alte Schulhaus zum Dorfhaus/Dorfgemeinschaftshaus umgebaut.

### Verwaltungsgeschichte im Überblick
Die folgende Liste zeigt die Staaten und Verwaltungseinheiten, denen Oberreichenbach angehört(e):
- vor 1806: Heiliges Römisches Reich, Fürstentum Isenburg-Birstein, Gericht Reichenbach (oder Birstein)
- ab 1806: Fürstentum Isenburg (Rheinbund),[Anm. 2] Gericht Reichenbach oder Birstein
- ab 1813: Generalgouvernement Frankfurt,[Anm. 3] Gericht Reichenbach
- ab 1815: Kaisertum Österreich,[Anm. 4] Gericht Reichenbach
- ab 1816: Kurfürstentum Hessen,[Anm. 5] Amt Wenings, Gericht Reichenbach
- ab 1821: Kurfürstentum Hessen, Kreis Salmünster[Anm. 6]
- ab 1830: Kurfürstentum Hessen, Kreis Gelnhausen
- ab 1848: Kurfürstentum Hessen, Bezirk Hanau
- ab 1851: Kurfürstentum Hessen, Kreis Gelnhausen
- ab 1867: Königreich Preußen,[Anm. 7] Provinz Hessen-Nassau, Regierungsbezirk Kassel, Kreis Gelnhausen
- ab 1871: Deutsches Reich, Königreich Preußen, Provinz Hessen-Nassau, Regierungsbezirk Kassel, Kreis Gelnhausen
- ab 1918: Deutsches Reich,[Anm. 8] Freistaat Preußen, Provinz Hessen-Nassau, Regierungsbezirk Kassel, Kreis Gelnhausen
- ab 1944: Deutsches Reich, Freistaat Preußen, Provinz Kurhessen, Landkreis Gelnhausen
- ab 1945: Amerikanische Besatzungszone,[Anm. 9] Groß-Hessen, Regierungsbezirk Wiesbaden, Landkreis Gelnhausen
- ab 1946: Amerikanische Besatzungszone, Hessen, Regierungsbezirk Wiesbaden, Landkreis Gelnhausen
- ab 1949: Bundesrepublik Deutschland, Hessen, Regierungsbezirk Wiesbaden, Landkreis Gelnhausen
- ab 1968: Bundesrepublik Deutschland, Hessen, Regierungsbezirk Darmstadt, Landkreis Gelnhausen
- ab 1971: Bundesrepublik Deutschland, Land Hessen, Regierungsbezirk Darmstadt, Landkreis Gelnhausen, Gemeinde Birstein
- ab 1974: Bundesrepublik Deutschland, Land Hessen, Regierungsbezirk Darmstadt, Main-Kinzig-Kreis, Gemeinde Birstein

## Bevölkerung

### Einwohnerstruktur 2011
Nach den Erhebungen des Zensus 2011 lebten am Stichtag dem 9. Mai 2011 in Oberreichenbach 201 Einwohner. Darunter waren 9 (4,5 %) Ausländer. Nach dem Lebensalter waren 30 Einwohner unter 18 Jahren, 66 zwischen 18 und 49, 66 zwischen 50 und 39 und 81 Einwohner waren älter. Die Einwohner lebten in 78 Haushalten. Davon waren 15 Singlehaushalte, 27 Paare ohne Kinder und 33 Paare mit Kindern, sowie 3 Alleinerziehende und keine Wohngemeinschaften. In 18 Haushalten lebten ausschließlich Senioren und in 48 Haushaltungen lebten keine Senioren.

### Einwohnerentwicklung
- 1514: 13 Zinsende
- 1551: 18 Zinsende
- 1606: 50 Untertanen
- 1770: 28 Haushaltungen
- 1885: 217, davon 217 evangelisch (= 100,00 %), 0 katholisch
- 1961: 262, davon 243 evangelisch (= 92,75 %), 19 katholisch (= 7,25 %)
- 1970: 251 Einwohner

| Oberreichenbach: Einwohnerzahlen von 1834 bis 2023 | Oberreichenbach: Einwohnerzahlen von 1834 bis 2023 | Oberreichenbach: Einwohnerzahlen von 1834 bis 2023 | Oberreichenbach: Einwohnerzahlen von 1834 bis 2023 | Oberreichenbach: Einwohnerzahlen von 1834 bis 2023 |
| --- | -------------------------------------------------- | -------------------------------------------------- | -------------------------------------------------- | -------------------------------------------------- |
| Jahr |                                                    |                                                    |                                                    | Einwohner                                          |
| 1834 | 1834                                               |                                                    | 242                                                | 242                                                |
| 1840 | 1840                                               |                                                    | 245                                                | 245                                                |
| 1846 | 1846                                               |                                                    | 254                                                | 254                                                |
| 1852 | 1852                                               |                                                    | 261                                                | 261                                                |
| 1858 | 1858                                               |                                                    | 249                                                | 249                                                |
| 1864 | 1864                                               |                                                    | 250                                                | 250                                                |
| 1871 | 1871                                               |                                                    | 256                                                | 256                                                |
| 1875 | 1875                                               |                                                    | 250                                                | 250                                                |
| 1885 | 1885                                               |                                                    | 217                                                | 217                                                |
| 1895 | 1895                                               |                                                    | 246                                                | 246                                                |
| 1905 | 1905                                               |                                                    | 216                                                | 216                                                |
| 1910 | 1910                                               |                                                    | 225                                                | 225                                                |
| 1925 | 1925                                               |                                                    | 248                                                | 248                                                |
| 1939 | 1939                                               |                                                    | 229                                                | 229                                                |
| 1946 | 1946                                               |                                                    | 358                                                | 358                                                |
| 1950 | 1950                                               |                                                    | 334                                                | 334                                                |
| 1956 | 1956                                               |                                                    | 275                                                | 275                                                |
| 1961 | 1961                                               |                                                    | 262                                                | 262                                                |
| 1967 | 1967                                               |                                                    | 254                                                | 254                                                |
| 1970 | 1970                                               |                                                    | 251                                                | 251                                                |
| 1980 | 1980                                               |                                                    | ?                                                  | ?                                                  |
| 1990 | 1990                                               |                                                    | ?                                                  | ?                                                  |
| 2000 | 2000                                               |                                                    | ?                                                  | ?                                                  |
| 2011 | 2011                                               |                                                    | 201                                                | 201                                                |
| 2023 | 2023                                               |                                                    | 195                                                | 195                                                |
| Datenquelle: Historisches Gemeindeverzeichnis für Hessen: Die Bevölkerung der Gemeinden 1834 bis 1967. Wiesbaden: Hessisches Statistisches Landesamt, 1968. Weitere Quellen: ; Gemeinde Birstein:; Zensus 2011 |                                                    |                                                    |                                                    |                                                    |

### Religion
Quelle: Historisches Ortslexikon
Patrozinien
Dies waren das Heilig Kreuz (Crux) Patrozinium sowie die 14 Nothelfer.
Pfarrzugehörigkeit
1488 wurde der Ort nach Unterreichenbach eingepfarrt. In Oberreichenbach war vermutlich um 1540 die Einführung der Reformation.
Historische Konfessionszugehörigkeit
| • 1885: | 217 evangelische (= 100 %) Einwohner                              |
| • 1961: | 243 evangelische (= 92,75 %), 19 katholische (= 7,25 %) Einwohner |

## Politik
Für Oberreichenbach besteht ein Ortsbezirk (Gebiete der ehemaligen Gemeinde Oberreichenbach) mit Ortsbeirat und Ortsvorsteher nach der Hessischen Gemeindeordnung.
Der Ortsbeirat besteht aus fünf Mitgliedern. Bei den Kommunalwahlen in Hessen 2021 betrug die Wahlbeteiligung zum Ortsbeirat 73,7 %. Alle Kandidaten gehörten der „Bürgerlist Oberreichenbach“ an. Der Ortsbeirat wählte Jochen Jung zum Ortsvorsteher.

## Bauwerke
- Dorfhaus mit Dorfplatz
- Vogelsberger Dom im Ortsteil Unterreichenbach
- Hügelgräber im Wald bei Oberreichenbach

## Vereine
- Freiwillige Feuerwehr Oberreichenbach
- Jagdgenossenschaft Oberreichenbach
- Landfrauenverein Oberreichenbach
- Obst- und Gartenbauverein Oberreichenbach
- Motorradfreunde Bergwirt

## Sport und Freizeit
- Der Vogelsberger Südbahnradweg von Wächtersbach über Brachttal nach Birstein verbindet die Radwege im Kinzigtal mit dem Naturpark Hoher Vogelsberg. Dort bieten sich Ausblicke auf sanfte Wiesentäler, zauberhafte Wälder und kristallklare Bäche an. Am Wegesrand laden zahlreiche Picknickplätze zum Verweilen ein. Der Vogelsberger Südbahnradweg verläuft auf einer Strecke von 35 km und schließt im Norden bei Hartmannshain an den Vulkanradweg an.  Dieser verläuft auf einer Strecke von 94 km von Altenstadt nach Schlitz und eignet sich hervorragend für Radfahrer, Skater und Rollskiläufer.  Sowohl der Vogelsberger Südbahnradweg als auch der Vulkanradweg sind Bestandteil des Bahnradweges Hessen, der mit 245 km von Hanau nach Bad Hersfeld führt oder als 400 km Rundroute gefahren werden kann.  Vom 1. Mai bis 31. Oktober fährt an jedem Samstag, Sonn- und Feiertag u. a. Bus mit Radanhänger – der sogenannte Vulkan-Express VB 95 – von Bad Orb über Wächtersbach und Birstein zum Hoherodskopf und wieder zurück.
- R 2 Rombachs Weg (13,5 km – mittel) Start und Ziel dieser Tour ist hier am Dorfgemeinschaftshaus in Unterreichenbach (UR, Hauptstrasse 1). Am Vogelsberger Dom vorbei geht es am Sportplatz und am Rombachsweiher vorbei über die B 276 weiter auf schönen Wegen nach Fischborn. Am Rastplatz und Wasserlehrpfad Weg des Wassers geht es weiter in Richtung Oberreichenbach. Am Direktvermarkter Klausehof vorbei gelangt man über Feld- und Wirtschaftswege wieder zurück nach Unterreichenbach.
- Freizeitbad Birstein. Die Gemeinde Birstein hat ein Freizeitbad, welches über eine (Absorber-)Solaranlage verfügt. Das Bad ist im Reichenbachtal gelegen. Besonderheiten: Freizeitbecken mit Strömungskanal, Wasserpilz, Wasserfall, Bodensprudler, Wasserrutsche 72,5 m lang, 25 m langes Schwimmerbecken mit 1-m und 3-m Sprunganlage, beschattetes Kinderbecken mit Wasseranimation.
- Geocaching: Seit März 2012 gibt es den ersten Cache in der Gemarkung Oberreichenbach, mittlerweile kann man drei dieser Caches finden.